# Signal (Arizona)
 For alternative betydninger, se Signal (flertydig). (Se også artikler, som begynder med Signal)
Signal er en spøgelsesby, som ligger i Mohave County i delstaten Arizona, USA.
Byens postkontor åbnede den 15. oktober 1877 og lukkede den 14. maj 1932. Tre år efter opdagelsen af McCracken-minen i 1884 blev Signal afskåret fra sin egen mine. Det største problem for Signal var at bringe fragten til den isolerede by. Forretningsdrivende måtte bestille varer 6 måneder i forvejen.
Minedriften gik op og ned i flere år, og sluttede i 1932. Dette var dødsstødet for Signal og for de 800 indbyggere.